# Noemi Zbären
Noemi Zbären (* 12. März 1994 in Langnau im Emmental) ist eine ehemalige Schweizer Leichtathletin, spezialisiert auf den Hürdensprint und den Mehrkampf. Sie holte im 100-Meter-Hürdenlauf an den Olympischen Jugendspielen 2010 die Bronzemedaille und an den Leichtathletik-Jugendweltmeisterschaften 2011 sowie an den 2012 jeweils die Silbermedaille.
Zbären gewann 2009 sowohl den Migros-Sprint wie auch den Erdgas Athletic Cup. Sie übernahm am 13. Mai 2010 mit einer Zeit von 13,31 s den U18 Schweizer Rekord im 100-Meter-Hürdenlauf. Danach konnte sie sich an den Youth Olympic Trials als Zweite für die Olympischen Jugend-Sommerspiele 2010 in Singapur qualifizieren, wo sie mit einer Zeit von 13,50 s die Bronzemedaille gewann. Ende Jahr wurde sie zum Schweizer Leichtathletik-Youngster des Jahres gewählt.
Am 7. Juli 2011 holte Zbären die erste Schweizer Medaille an U18-Weltmeisterschaften überhaupt, als sie in Lille mit neuem U18 Schweizer Rekord von 13,17 s die Silbermedaille gewann. An den U18 Schweizer Meisterschaften im Mehrkampf gewann Zbären in ihrem ersten Siebenkampf überhaupt gleich den Titel und verbesserte mit total 5440 Punkten auch den U18 Schweizer Rekord.
Zbären qualifizierte sich am 7. Juli 2012 an den Schweizer Meisterschaften in Bern mit persönlicher Bestleistung von 13,15 s für die Olympischen Spiele 2012 in London. Dort schied sie im Vorlauf aus. Im April 2013 wurde sie von der Stiftung Schweizer Sporthilfe als Nachwuchssportlerin des Jahres geehrt.
2013 verbesserte Zbären ihre persönliche Bestleistung auf 13,04 s. Damit führt sie die U20-Weltjahresbestenliste an und hat sich für die Weltmeisterschaften 2013 in Moskau qualifiziert. Bei den Weltmeisterschaften 2015 in Peking qualifizierte sie sich für den Final und erreichte den sechsten Rang.
2016 erlitt sie einen Kreuzbandriss und wurde auch in den folgenden Jahren immer wieder von Verletzungen zurückgeworfen. 2022 konnte sie noch einmal an frühere Leistungen anknüpfen:  An der Hallen-WM in Belgrad lief sie auf den 9. Rang und konnte sich auch für die Freiluft-WM und die EM qualifizieren. Am 11. Oktober 2022 gab Zbären schliesslich ihren Rücktritt bekannt.
Noemi Zbären startete für den SK Langnau und war damit Klubkollegin der Schweizer Rekordhalterin im 100-Meter-Hürdenlauf Lisa Urech. Ihre Trainerin war Gabi Schwarz-Lehmann.

## Bestleistungen
- 100-Meter-Hürdenlauf (76,2 cm): 13,17 s, 7. Juli 2011 in Lille, Schweizer U18-Rekord
- 100-Meter-Hürdenlauf (84,0 cm): 13,04 s, 30. Juni 2013 in Nottwil, Schweizer U20-Rekord
- Siebenkampf (U18): 5440 Punkte, 28. August 2011 in Payerne Schweizer U18-Rekord